# Somatophylakes
Als Somatophylakes (Singular: Somatophylax, altgriechisch σωματοφύλαξ = Leibwächter) wurden im antiken Griechenland die Leibwächter hochgestellter Personen bezeichnet.
Philipp II. von Makedonien und Alexander der Große bezeichneten ihre berittene Leibgarde als Somatophylakes. Sie setzte sich aus sieben adeligen Offizieren zusammen, die dem engsten Vertrautenkreis des Königs angehörten. Neben der Funktion als Leibwache dienten sie auch als Geiseln, um die verschiedenen Adelshäuser Makedoniens an das Königshaus zu binden. Die Somatophylakes sind als wichtigster Personenkreis des makedonischen Herrschaftsgefüge anzusehen, da sie neben administrativen Aufgaben auch höchste Positionen im Heer einnahmen. Ihnen untergeordnet waren das Agema (das königliche Leibschwadron), dann die Hetairoi (Gefährten) und die Hypaspistes (Schildträger) und schließlich die Pezhetairoi (Gefährten zu Fuß).

## Somatophylakes Philipps II.
Der wohl bekannteste Leibwächter Philipps II. war Pausanias, der auch einer seiner Liebhaber gewesen sein soll. Pausanias war es auch, der den König im Sommer 336 v. Chr. in Aigai ermordete, angeblich als Vergeltung einer vorangegangenen Schändung durch den Feldherren und Schwiegervater des Königs, Attalos. Pausanias selbst wurde umgehend nach der Tat von drei weiteren Leibwächtern getötet. Dies waren Perdikkas, Leonnatos und Attalos, von denen die ersten zwei später auch Leibwächter Alexanders wurden.

## Somatophylakes Alexander des Großen
| Somatophylakes  |           |             |            |            |           |            |         |           |
| Zeit            | I         | II          | III        | IV         | V         | VI         | VII     | VIII      |
| 336–334 v. Chr. | Arybbas   | Ptolemaios  | Lysimachos | Aristonous | Balakros  | Demetrios  | Peithon | ---       |
| 334–333 v. Chr. | Arybbas   | Hephaistion | Lysimachos | Aristonous | Balakros  | Demetrios  | Peithon | ---       |
| 333–332 v. Chr. | Arybbas   | Hephaistion | Lysimachos | Aristonous | Menes     | Demetrios  | Peithon | ---       |
| 332–331 v. Chr. | Arybbas   | Hephaistion | Lysimachos | Aristonous | Menes     | Demetrios  | Peithon | ---       |
| 331–330 v. Chr. | Leonnatos | Hephaistion | Lysimachos | Aristonous | Perdikkas | Demetrios  | Peithon | ---       |
| 330–325 v. Chr. | Leonnatos | Hephaistion | Lysimachos | Aristonous | Perdikkas | Ptolemaios | Peithon | ---       |
| 325–324 v. Chr. | Leonnatos | Hephaistion | Lysimachos | Aristonous | Perdikkas | Ptolemaios | Peithon | Peukestas |
| 324–323 v. Chr. | Leonnatos | ---         | Lysimachos | Aristonous | Perdikkas | Ptolemaios | Peithon | Peukestas |

Im Jahr 325 v. Chr. kam mit Peukestas ein weiterer Leibwächter hinzu, so dass sich ihre Zahl auf acht erhöhte. Hephaistion wurde bei seinem Tod ein Jahr später nicht ersetzt, wodurch sich das Korps wieder auf sieben reduzierte.
Die bekanntesten Somatophylakes Alexanders des Großen sind die späteren Diadochen Ptolemaios, Perdikkas, Peukestas, Leonnatos und Lysimachos, die nach dem Tod des Makedonenkönigs in den langwierigen Auseinandersetzungen um die Herrschaftsnachfolge verwickelt waren. Auch sie erhielten das Amt und die Stellung des Somatophylax in ihren Reichen bei.

## Somatophylakes Philipps III. Arrhidaios und Alexanders IV. Aigos
Die Generäle Alexanders des Großen bestimmten nach dessen Tod 323 v. Chr. seinen Halbbruder Philipp III. Arrhidaios und seinen Sohn Alexander IV. Aigos zu gleichberechtigten Königen. Der erste galt als geistig handlungsunfähig und der zweite war noch ein Säugling, weshalb die Heerführer (Diadochen) selbst die tatsächliche Herrschaft übernahmen. Aus der Reichsordnung von Babylon sind keine Maßnahmen, die den persönlichen Schutz der Könige beträfen bekannt. Es ist daher nur anzunehmen, dass Aristonous als einziger der sieben Leibwächter Alexanders auch für die neuen Könige diesen Dienst versah, da er als einziger kein Amt oder eine Provinz übertragen bekommen hatte. Erst nach dem ersten Diadochenkrieg bestimmten die Sieger in der Konferenz von Triparadeisos 320 v. Chr. für König Philipp III. Arrhidaios vier namentlich bekannte Leibwächter. Dies waren:
- Autodikos, Sohn des Agathokles und jüngerer Bruder des Lysimachos
- Amyntas, Sohn des Alexandros und jüngerer Bruder des Peukestas
- Ptolemaios, Sohn des Ptolemaios
- Alexandros, Sohn des Polyperchon

König Philipp III. Arrhidaios wurde zum Ende des zweiten Diadochenkrieges 317 v. Chr. von Olympias ermordet.
Inwiefern in Triparadeisos auch für König Alexander IV. Aigos Schutzmaßnahmen getroffen worden sind, ist bei keinem der antiken Autoren überliefert. Lediglich eine fragmentarisch erhaltene Inschrift aus Athen, welche eine zwischen 307 und 301 v. Chr. erfolgte Ehrung an drei Gefolgsleute des Demetrios Poliorketes und Antigonos Monophthalmos durch den Redner Stratokles dokumentiert, liefert darüber ein Indiz. Die drei Geehrten, von denen nur zwei namentlich benannt sind (Philippos und Jolaos), werden darin als ehemalige Leibwächter eines Königs Alexander genannt. Es ist möglich, das diese drei Männer die Leibwächter des Alexander IV. Aigos waren und zusammen mit den vier des Philipp III. Arrhidaios das siebenköpfige Korps der Leibwächter komplimentierten. Vermutlich wechselten die drei auf die Seite des Antigonos Monophthalmos über, nachdem König Alexander IV. Aigos im Jahr 316 v. Chr. in Pydna in die Hände Kassanders fiel und von da an bis zu seiner Ermordung 310 v. Chr. im ständigen Arrest gehalten wurde.